# 反暴戰士盟
《反暴戰士盟》（英語：The Adventures of Buckaroo Banzai Across the 8th Dimension，常簡稱）是一部1984年美國科幻片，由W·D·利希特執導兼監製，厄爾·麥克·勞赫編劇。彼得·威勒飾演主角巴卡路·班扎博士（Dr. Buckaroo Banzai），其他演員包括艾倫·芭金、約翰·李斯高、傑夫·高布倫及克里斯多福·洛伊德。
電影以博學家班扎博士為中心，身兼物理學家、神經外科醫生、飛行員及搖滾明星多職的他為了拯救世界，試圖阻止來自第八維度的紅賴客（Red Lectroids）回到母星10號星球（Planet 10）。片中除了科幻外還結合了動作、喜劇、搖滾、功夫、政治諷刺、現代西部和愛情等元素。
編劇勞赫在利希特的請求下創作了一部涉及冒險的劇本，勞赫便採用了自己夢見的班扎一角。利希特與製片人尼爾·坎頓合作，將劇本交給米高梅／聯美製片主管大衛·貝格曼，後者將其交給二十世紀福斯來製作。《反暴戰士盟》1984年8月15日美國上映，口碑不佳且票房失利，使預定的續集計劃作廢；影評界許多人認為故事情節太複雜，而知名影評人保琳·凱爾和文森·坎比則給予電影讚賞。《反暴戰士盟》已被改編成書籍、漫畫和電子遊戲，並形成一股邪典追捧文化，受到不少忠實粉絲愛戴。

## 劇情
日美混血的博學家巴卡路·班扎和他的導師疋田教授完善了「振盪推進器」，該裝置可讓物體穿過固體，班扎透過駕駛他的噴射車穿越岩壁來測試。穿過岩壁時，他發現自己處於另一個維度；回到正常世界後，他發現一種外來生物附著在自己的車上。被關在翠登犯罪精神療養院的艾米利歐·拉查多博士觀看了有關班扎成功的電視新聞報導，並利用一個儀器讓自己回顧過去。1938年，拉查多和疋田建造了一台原型推進器，但拉查多測試失敗，使自己上半身陷入維度空間「第八維度」。雖然他成功被同事拉出，但他遭到維度中的外星人攻擊而陷入瘋狂。拉查多得知班扎已能成功穿越第八維度後，逃出了療養院。
班扎和他的樂團「香港騎士」（The Hong Kong Cavaliers）正在一家夜店中表演。班扎為了台下的一名難過的女性而中斷演出，對方名為潘妮·普里帝。在他特別為她表演的一首歌中，她企圖自殺但失手，這被誤認為是想暗殺班扎。將她從監獄中救出後，他意識到她是已故妻子的失散多年的雙胞胎妹妹。後來，班扎舉行了一次新聞發表會，討論他的噴射車經歷、推進器以及他在穿越第八維度時獲得的謎樣生物的標本。班扎中途去接總統的電話，在那裡他受到電擊。同時，陌生人破壞發表會並綁架了疋田。班扎回來後，他受到的電擊使他看到這些綁架者是爬蟲人，他騎車追上去並救了疋田。疋田騎車回去班扎研究所後，班扎被盟友「藍火」（Blue Blaze）的林德利父子搭救。
在研究所，班扎和騎士們在那與外星人約翰·艾米戴爾的使者約翰·帕克會面，約翰·艾米戴爾是10號星球（Planet 10）和平的黑賴客（Black Lectroids）領導人。他們已將敵對的紅賴客（Red Lectroids）困至第八維度多年，直到1938年，拉查多對推進器的失敗測試使紅賴客領導人約翰·沃芬接管了拉查多的思想，並使數十名黨羽得以逃脫。既然班扎完善了推進器，艾米戴爾擔心沃芬和他的盟友會設法獲得它以釋放其他紅賴客，所以要求班扎阻止沃芬；否則，黑賴客將將會偽造蘇聯的核爆炸，引發第三次世界大戰。
香港騎士們追蹤紅賴客到紐澤西州悠德尼推進系統廠。他們意識到，紅賴客於1938年的到來即由奧森·威爾斯播出的《世界大戰》，但紅賴客迫使威爾斯將其述為虛構。悠德尼一直以製造新的美國空軍轟炸機為藉口，建造一架飛越第八維度的飛行船。在騎士們計劃應對之時，紅賴客小隊闖入研究所並綁架了潘妮，以及她持有的推進器（紅賴客沒有在她身上找到）。
在悠德尼，潘妮拒絕說出推進器的位置，於是他們開始折磨她。班扎獨自進入悠德尼總部，並被沃芬嚴刑拷打；隨後，在幾隊藍火成員的加持下，騎士們開始與紅賴客交手。班扎掙脫並解救受重傷的潘妮後，隨帕克潛入飛行船的另一艙。缺少班扎推進器，沃芬的飛船沒法進行維度轉換，而是衝破了工廠的牆壁，並進入了大氣層。沃芬將班扎和帕克的船艙彈出，但他們設法啟動它並使用雷射武器系統消滅沃芬和船上其他的紅賴客。班扎跳傘回到地球，而帕克則開船回到他們的星球。在局勢得到解決並避免了戰爭的情況下，班扎發現潘妮已傷亡。當他去給她一個最後的吻時，艾米戴爾利用通電又給了班扎一個短暫的震驚，使潘妮復活過來。

## 演員
- 彼得·威勒飾演巴卡路·班扎博士（Dr. Buckaroo Banzai）[1]
- 艾倫·芭金飾演潘妮·普里帝／安妮·班扎（Penny Priddy / Anne Banzai）
- 約翰·李斯高飾演艾米利歐·拉查多博士／約翰·沃芬大王（Dr. Emilio Lizardo / Lord John Whorfin）[1]
- 傑夫·高布倫飾演悉尼·茲維貝爾博士／紐澤西（Dr. Sidney Zweibel / New Jersey）[1]
- 克里斯多福·洛伊德飾演約翰·畢伯特（John Bigbooté）
- 路易士·史密斯（英语：Lewis Smith (actor)）飾演完美湯米（Perfect Tommy）
- 羅薩琳德·卡許（英语：Rosalind Cash）飾演約翰·艾米戴爾（John Emdall）
- 羅伯特·伊圖（英语：Robert Ito）飾演疋田教授（Professor Hikita）
- 帕皮·塞爾納（英语：Pepe Serna）飾演雷諾·內華達（Reno Nevada）
- 麥可·桑塔諾（Michael Santano）飾演比利·崔佛斯（Billy Travers）
- 羅納德·萊西（英语：Ronald Lacey）飾演威德馬克總統（President Widmark）
- 麥特·克拉克（英语：Matt Clark (actor)）飾演國防部長麥金利（Secretary of Defense McKinley）
- 克蘭西·布朗飾演拉維西德（Rawhide）
- 威廉·泰勒（英语：William Traylor）飾演卡特伯德將軍（General Catburd）
- 卡爾·盧波利（英语：Carl Lumbly）飾演約翰·帕克（John Parker）
- 文森·薛斐烈（英语：Vincent Schiavelli）飾演約翰·帕克（John Parker）
- 丹·艾迪亞（英语：Dan Hedaya）飾演約翰·戈梅茲（John Gomez）
- 瑪莉克萊·科斯特洛（英语：Mariclare Costello）飾演坎寧安參議員（Senator Cunningham）
- 比爾·亨德森（英语：Bill Henderson (performer)）飾演卡斯帕·林德利（Casper Lindley）
- 戴蒙·海因斯（Damon Hines）飾演史庫特·林德利（Scooter Lindley）
- 比利·維拉（英语：Billy Vera）飾演平基·卡魯瑟斯（Pinky Carruthers）
- 勞拉·哈靈頓（英语：Laura Harrington）飾演強森夫人（Mrs. Johnson）
- 雅科夫·思美洛（英语：Yakov Smirnoff）飾演國家安全顧問

## 外部連結
- 官方网站（存檔）
- 互联网电影数据库（IMDb）上《反暴戰士盟》的资料（英文）
- Box Office Mojo上《反暴戰士盟》的資料（英文）
- 爛番茄上《反暴戰士盟》的資料（英文）